# Louis Yhuel
Louis Yhuel, né le 1er mars 1926 et mort le 16 février 1999, est un organiste, arrangeur et compositeur de musique classique français, titulaire de l’orgue de la Collégiale de Guérande (Loire-Atlantique).

## Biographie
Louis Yhuel né le 1er mars 1926 à Arzano dans le Finistère, est très tôt atteint de cécité. Il entre à neuf ans à l’institut de la Persagotière à Nantes, où il acquiert une formation musicale.
Il perfectionne l’étude de l’orgue sous la direction notamment de Paul Babiaud, et obtient son diplôme en 1947. Il devient organiste à Riaillé à vingt et un ans.
En 1955, Louis Yhuel est nommé organiste titulaire de l’orgue de la Collégiale de Guérande. Dès lors, il crée de nombreux concerts, invitant des musiciens réputés et attirant un public grandissant, cette évolution prenant le nom de « La Voix des Orgues ».
Louis Yhuel enregistre plusieurs disques avec Jean-Claude Jégat et Christophe Caron. 
Il reçoit le Grand prix international du disque Charles Cros en 1973.
Il meurt d'une crise cardiaque le 16 février 1999.

## Postérité
Son nom a été donné à la salle socio-culturelle de sa ville natale.